# Syagrana
Syagrana là một chi bướm đêm thuộc họ Noctuidae.